# Університет Канзасу
Університет Канзасу (англ. University of Kansas) — публічний дослідницький університет США, найбільший у штаті Канзас. Кампуси університету розташовані в Лоренсі (головний кампус), Вічиті, Оверленд-Парку і Канзас-Сіті. Університет засновано в 1864 році жителями Лоуренса під статутом Канзаських законодавчих зборів. Він претендує на звання флагманського університету штату, зараз перший — Університет штату Канзас.
Медичний центр університету і лікарня знаходяться в Канзас-Сіті, в Оверленд-Парку — Кампус Едвардса, в Вічиті — Школа медицини. Крім цього він має в своєму розпорядженні дослідні центри в містах Парсонс і Топіка.
Університет Канзасу — один з найбільших в США за числом студентів, так у 2009/2010 навчальному році в кампусах в Лоренсі і Оверленд-Парку навчалися 26826 студентів і 3178 в медичному центрі, у яких навчають в цілому 2460 викладачів.
У 2010 році Університет Канзасу посів 104-ту позицію в рейтингу «Національні університети» видання US News & World Report, в Академічному рейтингу університетів світу його позиція знаходиться в межах 201—300.
На території університету базуються кілька відомих музеїв, включаючи Музей природної історії штату Канзас, Музей антропології та Музей мистецтв Спенсера. Тут працює наукова бібліотека Спенсера, названа ім'ям випускника університету, бізнесмена Кеннета Спенсера.
Університет Канзасу входить до Асоціації американських університетів.